# Kyčelník

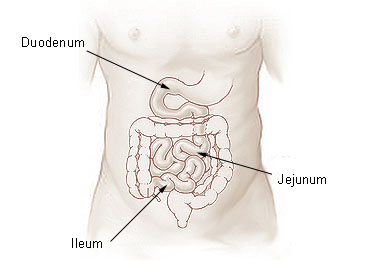
Tenké střevo

Kyčelník (latinsky ileum) je spodní úsek tenkého střeva u většiny vyšších obratlovců včetně savců, plazů a ptáků. Přechází do tlustého střeva (colon), přesněji do jeho slepého výběžku neboli slepého střeva, od něhož jej odděluje Bauhinova chlopeň (valvula ileoceacalis), jejímž úkolem je zabraňovat pronikání obsahu tlustého střeva zpět do tenkého střeva.
Jedná se o svalovou trubici pokrytou pobřišnicí a velmi pohyblivě upevněnou jejím tenkým zdvojením neboli mezentériem k zadní stěně břišní. Takový způsob upevnění umožňuje tenkému střevu peristaltické pohyby, jimiž se v něm promíchává trávenina (chymus) a posouvá dál. Prostřednictvím mezentéria je tenké střevo bohatě zásobováno krví a vedou jím též mízní cévy. Sliznice kyčelníku již není tak zřasená a ve stěně se nacházejí okrsky lymforetikulární tkáně (Peyerovy plaky). Dochází zde k absorpci vitamínu B12 a solí žlučových kyselin. Kyčelník přechází na pravou stranu břišní dutiny, kde ústí do tlustého střeva.
Konečný úsek kyčelníku, tzv. terminální ileum, bývá často postižen při Crohnově nemoci.
Lačník (jejunum) a kyčelník (ileum) do sebe plynule přecházejí a hranice mezi nimi není přesná. U člověka je poměr délek lačníku a kyčelníku 2:3. Na rozdíl od lačníku jsou kličky kyčelníku v břišní dutině níže a více vlevo, je také užší, má méně kruhových záhybů a klků a má ve stěně množství lymfatických uzlíků. Mrtvoly mají obvykle lačník prázdný, zatímco v kyčelníku bývá víc střevního obsahu.